# Wietske de Ruiter
Wietske de Ruiter (Ridderkerk, 20 maart 1970) is een voormalig Nederlands hockeyster, die op de aanvalsposities opereerde. De Ruiter speelde 134 officiële interlands (20 doelpunten) voor de Nederlandse vrouwenhockeyploeg.
Zij speelde haar eerste interland op 25 maart 1989: Nederland-West-Duitsland 1-2. Tijdens de finale van het WK 1990 tegen Australië scoorde De Ruiter het belangrijke tweede doelpunt in de met 3-0 gewonnen finale. Haar laatste interland was de bronzen finale bij de Olympische Spelen van 1996 in Atlanta op 1 augustus 1996: Nederland-Groot-Brittannië 0-0 (4-3 na strafballen).
Naast successen met de nationale ploeg was De Ruiter ook succesvol met haar club HGC. Ze won viermaal de landstitel en tweemaal de Europacup I.

## Clubs
- Victoria
- HGC

Carina Benninga · 
Carina Bleeker · 
Annemieke Fokke · 
Noor Holsboer · 
Danielle Koenen · 
Helen Lejeune-van der Ben · 
Jeannette Lewin · 
Caroline van Nieuwenhuyze-Leenders · 
Martine Ohr · 
Wietske de Ruiter · 
Florentine Steenberghe · 
Carole Thate · 
Jacqueline Toxopeus · 
Cécile Vinke · 
Ingrid Wolff · 
Mieketine Wouters ·
Coach: Roelant Oltmans
Dillianne van den Boogaard · 
Mijntje Donners · 
Willemijn Duyster · 
Stella de Heij · 
Noor Holsboer · 
Fleur van de Kieft · 
Nicky Koolen · 
Ellen Kuipers · 
Jeannette Lewin · 
Suzanne Plesman · 
Wietske de Ruiter · 
Florentine Steenberghe · 
Margje Teeuwen · 
Carole Thate · 
Jacqueline Toxopeus · 
Suzan van der Wielen ·
Coach: Tom van 't Hek